# IBC
Міжнародна боксерська рада (англ. International Boxing Council) (IBC)- одна з міжнародних організацій боксу, яка займається організацією боїв, веде рейтинги та призначає чемпіонські пояси у професійному боксі. Однак пояси IBC не мають великої популярності і престижу.